# Hayata
Hayata é uma cidade do norte do Afeganistão localizada na província de Balkh.